# Reies López Tijerina
Reies López Tijerina (Falls City, Texas, 21 de septiembre de 1926 – El Paso, 19 de enero de 2015) fue un luchador social. Considerado uno de los principales activistas del norte de México en la década de 1960, usualmente recordado como un "guerrero en la lucha por los derechos civiles de los Mexicano-americanos". Se volvió una figura pública muy importante en los inicios del Movimiento Chicano. Además, logró alcanzar la fama internacional en 1967 con el movimiento armado en Tierra Amarilla.

## Biografía
Reies Tijerina vivió una vida muy activa y procurando siempre el bien social de las clases marginadas y excluidas. Empezó un “Imperio de Dios” y levantó una forma de justicia a punta de pistola, además provocó la cacería humana más grande en la historia de Nuevo México, pero gran parte de su vida la dedicó tratando de recuperar las concesiones de tierras en Nuevo México tomadas por el gobierno de los EE. UU. 
Nació el 21 de septiembre de 1926 a las afueras de Falls City, TX. Tijerina fue criado en una familia de agricultores de algodón mexicanos, quienes, en el momento de su nacimiento, estaban creciendo y ganando terreno en el negocio del algodón; sin embargo, durante la Gran Depresión Tijerina tuvo que abandonar la escuela secundaria debido a la que la demanda de algodón bajó y su familia estaba nadando en deuda. A pesar de su falta de educación, Tijerina tenía otra fuente para desarrollar su mente: la Biblia, la cual él celosamente leyó para encontrar respuestas a preguntas de la vida. Más tarde, a los 18 años, en 1944, asistió a la Asamblea de Dios en el Instituto Bíblico, y fue ordenado como ministro pentecostal para pasar los próximos años de su vida viajando a lo largo del territorio Norteamericano predicando a muchas comunidades. Además, logró el desarrollo de vínculos estrechos con aquellas personas reprimidas y pobres, sobre todo con las más pequeñas las comunidades mexicanas en el suroeste.

## Historia
En 1956, Tijerina y 17 familias de sus "seguidores" decidieron iniciar su propio "Reino de Dios" eran judíos y no era católico en el desierto del sur de Arizona, con la esperanza de proteger a sus hijos de la dureza del mundo. Dicho grupo optó por vivir una vida simple, originalmente viviendo bajo los árboles, para posteriormente cavar sus propios hogares subterráneos, cubriéndolos con capuchas de automóviles antiguos. Tijerina obtuvo una licencia del estado para construir una escuela y enseñar a sus hijos, logrando que pronto fueran aceptados entre algunas de las comunidades de los alrededores, sobre todo entre los afroamericanos y los nativos. 

En 1957 Tijerina hizo un viaje a Nuevo México, una vez allí se enteró de los problemas con las concesiones de tierras, las cuales fueron una de las tres razones principales de los problemas hispanos, junto con los derechos de pastoreo y el espíritu comunitario. A raíz de este viaje, investiga tanto las Leyes de Indias y el Tratado de Guadalupe Hidalgo para avanzar en su conocimiento de las concesiones de tierras dadas por los gobiernos de España y México. Después de su regreso, fue acusado por robo de un remolque de seis ruedas.

Poco antes del tratado de Guadalupe Hidalgo, México se encontraba inestable tras el desgaste de la guerra de independencia. Por el contrario, los Estados Unidos era un país fuerte, con industria y población en auge. La búsqueda por expandir su territorio sobre tierras mexicana fue inevitable, tanto por la gran cantidad de tierras, así como por ser un objetivo fácil para los Estados Unidos. Así comenzó la guerra México con Estados Unidos entre 1846 y 1848. El tratado de Guadalupe Hidalgo fue el que puso fin a dicha guerra. Por medio de este, el 2 de febrero de 1848, México cedió más de la mitad de sus territorios a EUA, los cuales incluía estados como California, Utah, Nevada, Nuevo México, Arizona, Colorado y Texas. A cambio, EUA tendría que pagar la cantidad de 15 millones de dólares a México por daños causados durante la guerra. La paz entre las dos partes se firmó el 30 de mayo de 1848. Entre los acuerdos firmados:
- El Río Grande se convirtió en la línea separadora entre Texas y México.
- Se prometió la protección de los derechos civiles y de propiedad de los mexicanos que se quedaron en territorio estadounidense. En este punto hubo problemas por parte de EUA, pues una vez que se ratificó el tratado, se decidió eliminar esta parte acordada con lo cual se violaron los derechos civiles de los mexicanos y se les quitaron sus tierras. En algunos estados, como Texas, se les restringió el derecho a votar, en otros estados, como Nuevo México, los mexicanos fueron víctimas de la violencia y en California se aprobaron algunas leyes que iban en contra de ellos (Greaser Laws).

Después, decidió que para sobrevivir necesitarían el dinero, así que él y dos "Bravos" regresaron al Valle de la Paz para encontrar puestos de trabajo, donde fueron encontrados y encarcelados en Arizona durante tres meses. Tijerina y uno de los Bravos fueron puestos en libertad, pero su hermano no. Dos días después de que fue puesto en libertad, fue arrestado otra vez con cargos de tratar de liberar a su hermano. Posteriormente, tuvo que huir del estado, y pasaría los próximos siete años de su vida como un fugitivo, dejando a sus siete hijos en su casa con su esposa.
En 1959, visitó Guadalajara para revisar algunos documentos sobre las concesiones de tierras, pero le dijeron que los documentos se hallaban perdidos, justificando que la última persona en revisarlos había sido un hombre blanco contratado para convertirlos en microfilm. Dado el caso que el gobierno de EE. UU. no fue de gran ayuda, Tijerina se volvió hacia el presidente de México, Adolfo López Mateos, teniendo una nula respuesta y comprobando que habían sido robados. En 1961 se reunió con el general mexicano Lázaro Cárdenas, quien ofreció su apoyo, y en 1962 comenzó a hacer sus primeros planes para la Alianza Federal de Mercedes.
En 1965 , Tijerina comenzó su programa de radio "La Voz de la Justicia", que más tarde se convirtió en un programa de televisión, lugar dónde conoció a Patricia, primera de tres esposas. Después de regresar de una visita a España en 1966, Tijerina organizó una marcha el 4 de julio de Albuquerque a Santa Fe. Cuando llegaron a su destino, entregaron una solicitud por escrito al Gobernador para pedirle que profundizara en sus problemas de concesión de tierras. Después de las múltiples demandas diplomáticas, no lograron llegar a soluciones, ante lo cual Tijerina y su Bravos decidieron tomar acción física al tomar el control del Anfiteatro Echo, alegando que era una parte de San Joaquín del Río de Chama, concesión de la tierra, pero poco después los rebeldes se entregaron, resultando 350 Bravos implicados condenados, varios de ellos acusados de asalto a los funcionarios del gobierno y conversión de bienes del Estado para uso personal.
Dos años después dirigió un ataque armado contra el Palacio de Justicia de Tierra Amarilla para encontrar al fiscal de distrito. Durante dicho ataque, un guardia de la prisión recibió un disparo y un agente del alguacil fue herido. Ante ello Tijerina se escapó de nuevo a las montañas con dos presos, desencadenando la caza al hombre más grande en la historia de Nuevo México. Un año después, en 1968, Tijerina se postuló para gobernador de Nuevo México, y fue elegido para dirigir el contingente chicano en la Campaña de la Gente Pobre en Washington D. C.. Luego Martin Luther King, Jr., el organizador de la campaña, fue asesinado el 4 de abril. 
Tras su muerte, se organizaron varas luchas, dejando a un grupo de nativos americanos detenidos fuera de Washington D. C.. Para protestar por esto, Tijerina estableció una protesta frente al edificio de la Corte Suprema de los EE. UU., donde fueron brutalmente atacados por la policía. En 1970, fue finalmente llamado a la corte otra vez por su papel en la Corte de Tierra Amarilla y condenado a dos años en una prisión federal de Texas. Al poco tiempo fue trasladado a una prisión en Albuquerque, y posteriormente a un hospital mental en Springfield, Misuri, donde pasó un tiempo tratando de "encontrar una solución para la paz entre los seres humanos."

## Actualidad
Tijerina murió el 19 de enero de 2015 en una humilde vivienda en El Paso, Texas, lejos de los reflectores y casi en el olvido. En marzo de 2017 se estrenó en el Festival Internacional de Cine en Guadalajara el documental ME LLAMABAN KING TIGER, de Ángel Estrada Soto en el que además de la lucha política de Tijerina, se muestran sus profundas convicciones religiosas que lo llevaron a guiarse en muchos casos por visiones místicas y mandatos que le fueron revelados en sueños, así como el acoso al que fue sometido, junto con su familia, por las autoridades policiacas de Estados Unidos.
http://www.milenio.com/hey/cine/angel_estrada_soto-king_tiger-tijerina-ficg-documental-milenio-hey_0_919108346.html